# Volvent
Volvent är en kommun i departementet Drôme i regionen Auvergne-Rhône-Alpes i sydöstra Frankrike. Kommunen ligger i kantonen La Motte-Chalancon som tillhör arrondissementet Die. År 2022 hade Volvent 36 invånare.

## Befolkningsutveckling
Antalet invånare i kommunen Volvent
Referens:INSEE